# 梅田智子
梅田 智子（、1952年〈昭和27年〉2月23日 - ）は、日本の女優。ギャラクシーオーシャン所属。1970年代の中頃には、梅田 智美（うめだ ともみ）名義で芸能活動していた期間もある。東京都豊島区駒込出身。

## 略歴
兄と妹がいる。富士見高等学校卒業。中学・高校時代は水泳、バスケットボールでも活動。
1967年、東宝ニュータレント8期生として東宝へ入社。同期生は、徳永礼子、牧とし子、木村由貴子、鈴木ひとみ、成川哲夫、関口昭子、斉藤宣丈。
1968年、竜雷太主演の『でっかい青春』（日本テレビ）で、シリーズ後半、竜の役どころが市役所職員から高校の代用教員へ変更となり、その際、菊容子、大谷直、中沢治夫らと一緒にレギュラーの生徒役としてデビュー。
初の主演級作品は『炎の青春』のバスケットボール部キャプテンの大村映子役だった。
当たり役は1970年の『金メダルへのターン!』での主役の速水鮎子役。またバレエ歴12年（1972年の時点）のキャリアを買われる形で、バレエが題材のテレビドラマ『赤い靴』に出演。
東宝テレビ部所属女優として、主に東宝制作の映画・ドラマに多数出演。1970年には日本映画制作協会新人賞を受賞した。
1979年に『でっかい青春』や『炎の青春』などで共演した3歳年上の俳優の大谷直と結婚。夫が「妻は家庭に居て欲しい」主義だったため、芸能界の一線から退き、3人の子どもを儲けた。バレエはこの後も続けている。
1990年9月に女優復帰。復帰作は同年11月30日放送のフジテレビ『熱血業界宣言』（『男と女のミステリー』枠で放送）で、自動車のショールームに立ち寄る客の役だった。同年、自ら経営するステーキレストラン「エスカレーラ」を開業。
2004年、かつて『金メダルへのターン!』で姉妹役として共演した青木ひでみと共に剛たつひと作の舞台に出演し、25年ぶりに女優活動を再開した。
2007年には、恩師である高瀬昌弘監督のために夫婦で企画した舞台「掌一杯の温もり-親子戦争」では、実娘とも共演した。
2019年9月27日、「爆報! THE フライデー」(TBS)に出演、近況を報告した。

## 人物
- 身長165cm。血液型はA型Rhマイナス。
- 趣味はフェイシャルエステ、料理、水泳、英会話。水泳を題材とした『金メダルへのターン!』では、他の出演者は顔の見えない場面では日本体育大学の選手が吹き替えを務めていたが、梅田は吹き替えなしですべて演じていた[1]。
- 高い演技力で周囲を食ってしまうため、肉食魚ピラニアにちなんでピラと渾名される[注釈 1]。
- 俳優を引退した夫は、海外旅行のガイドブックを発行する出版社を経営。梅田智子本人は、自宅の近所に店は小規模だが近くの東海大学学生柔道部など体育会系の学生がよく通うというステーキ店「タパス」を経営[8]。

## 主な出演作品

### 映画
- 日本一のショック男（東宝、1971年12月31日） - 小川三三子 役
- 地球攻撃命令 ゴジラ対ガイガン（東宝、1972年3月12日） - 志摩マチ子 役[10][2][4]
- 飛び出せ!青春（東宝、1973年3月17日） - 宮下由美子 役
- 青い性（東映、1975年6月21日） - メリー・フォーク 役

### 舞台
- 足長おじさん
- 咳をしても一人
- 少年H
- すべってころんで
- 永遠の偶像
- 河童詫び証文
- 晴れたらいいね（2004年1月）
- 掌一杯の温もり-親子戦争 （2007年1月、内幸町ホール）
- 二丁目の奇跡 THE MIRACLE OF 2ND STREET （2009年5月、シアター代官山）劇団裏長屋マンションズ

### ドラマ
- でっかい青春（1968年、日本テレビ） - 西山玲子 役
- 進め!青春 第11話「勝利者」（1968年12月29日、日本テレビ）
- 炎の青春（1969年5月‐7月、日本テレビ） - 大村映子 役
- 金メダルへのターン!（1970年 - 1971年、フジテレビ） - 速水鮎子 役
- 人形佐七捕物帳 第24話「怪談猫屋敷」（1971年、NET） - お米 役
- レモンの天使 第15話「明日に生きよう！」（1972年、フジテレビ） - 美保 役
- 1・2・3と4・5・ロク（1972年、TBS） - 白川一枝 役
- 赤い靴（1972年、TBS）梅田智美でクレジット。 - 甲斐鏡子 役
- タケダアワー 決めろ!フィニッシュ（1972年、TBS） - 村野あや 役
  - 第17話「一文字がえし」
  - 第18話「明日への旅立ち」
- ジキルとハイド 第5話「石上ユリの場合…」（1973年、フジテレビ）
- こんまい女 （1973年、フジテレビ）
- 高校教師 第24話「さらば番長」（1974年、東京12ch）
- 幡随院長兵衛お待ちなせえ（1974年、毎日放送[11]）
  - 第5話「吠えろ唐犬」
  - 第6話「父娘（おやこ）を結ぶ琴の糸」
- ボクは恋人 （1974年、フジテレビ）
- 赤い疑惑（1975年、TBS）
- 非情のライセンス 第2シリーズ 第62話「兇悪の超特急」（1975年、NET） - 洋子
- 十手無用 九丁堀事件帖 第14話「恋に咲く花唐津湾」（1976年、日本テレビ）
- ブラザー劇場 それ行け!カッチン 第7話「先生のお年玉」（1976年、TBS）
- 影同心II 第20話「罠に泣く女の黒髪」（1976年、毎日放送[12]） - 桃代
- Gメン'75（1976年、TBS）
  - 第39話「ギャングに呼ばれた刑事」（1976年2月14日、立花道代）
  - 第48話「刑事・その恩師の殺意」（1976年4月17日、沢としこ）
- 江戸の旋風II 第9話「夜烏を追え!」（1976年5月27日、フジテレビ）
- 火曜日のあいつ　第14話「恐怖の地すべり!飛び込んだ赤ちゃん」（1976年、TBS・東宝）-春子
- 俺たちの朝 第23話「炊事当番と物置小屋と下着の山」（1977年3月27日、日本テレビ） - 麻子の先輩
- 新・夜明けの刑事 第1話「信じてますか!?あなたは恋人を」(1977年、TBS)
- 華麗なる刑事 第30話「さらば英雄」（1977年、フジテレビ） - サチコ
- 大江戸捜査網 第291話「いのち笛を吹く殺し屋」（1977年、東京12ch） - おせん
- 明日の刑事 第18話「許されぬ! 恋の果て」（1978年、TBS）
- バトルフィーバーJ 第15話「エゴスの地獄料理」（1979年、テレビ朝日） - 殺し屋カトリーヌ
- 3年B組金八先生 第1シリーズ（1979年、TBS） - 沢村正治（田原俊彦）の姉(弟の面倒をみるホステス) 役
- 中学生日記（1979年、NHK名古屋）
- 連続テレビ小説 ふたりっ子（1996年、NHK総合）

### バラエティ
- クイズ!脳ベルSHOW（BSフジ）

### CM
- 江崎グリコ 製品ポッキー
- シチズン
- アツギ 製品パンティストッキング
- おやつカンパニー 製品ベビースターラーメン
- JR西日本
- 三菱電機
- 東洋リノリューム製品東リクッションフロア

### ラジオ
- ドラマの風（MBSラジオ）

## 受賞歴
- エランドール新人賞（1970年）